# Rudy Márquez
Rodolfo Márquez Van Stenis (Caracas; 7 de diciembre de 1942 - Medellín; 9 de octubre de 2024), más conocido como Rudy Márquez, fue un cantautor, productor musical, locutor y animador de televisión venezolano nacionalizado colombiano.

## Carrera artística
El cantante proviene de una familia musical: su madre Bertha van Stenis, era pianista clásica y su hermana es la cantante Floria Márquez.
Desde 1960 participó en los siguientes grupos musicales: 
- Los Demonios del Rock (1961)
- Rudy y Los Twist Cats (1962)
- Los Dangers (1963-1965)
- Los Impala (1965-1969)
- Los 007 (1970).

Estando con Los Impala comenzó su proyección internacional, situación que continuaría cuando se hizo solista en 1971. En 1972 salió el álbum Háblame Suavemente que contenía varios éxitos como Quiero ser yo, El futuro vendrá, Sé que algo vendrá y Háblame suavemente. Está última canción es una versión en español de Speak Softly Love, tema musical de la película El Padrino. 
Durante su carrera logró la figuración en Colombia, Argentina, Ecuador, España e Italia y recibió muchos premios nacionales e internacionales. Al comienzo de sus canciones estaban dentro de los estilos beat y rock  para luego pasar a la psicodelia, la balada romántica, el bolero, el danzón y la música disco.
Rudy Márquez fue productor musical de Mirla Castellanos, Nancy Ramos, Pecos Kanvas, Los Tres Tristes Tigres, Tony Racal, Los Cazadores, Los Hornets, Lara Lee, Los Tsee-Mud, Víctor Gámez, Arelys y Los 007.
Como animador condujo en 1987-1988 el programa Viernes Especiales por Venezolana de Televisión.

## Fallecimiento
Márquez falleció en la madrugada del 9 de octubre de 2024 en la Clínica Las Americas de Medellín, Antioquia,  según informaron sus familiares a través de un comunicado en su cuenta de Instagram, el cantante estaba luchando contra el cáncer de páncreas. Tenía 81 años. 

“Con profunda tristeza les anunciamos que el día de hoy, miércoles 09 de Octubre de 2024, nuestro querido Rudy Márquez falleció en la ciudad de Medellín, Colombia, tras librar una dura batalla contra el cáncer”, informó su familia en el comunicado.

## Discografía

### Con Los Dangers
- 1964: Los Ases del Sourf
- 1965: Para la Juventud

### Con Los Impala
- 1965: Nuevamente Los Impala
- 1966: Los Impala ´66
- 1966: Los Impala y su Música
- 1966: The Impala and Their Music
- 1967: Los Impala en Europa
- 1968: Estos Son Los Impala
- 1969: Impala Syndrome

### Como solista
- 1971: La canción que yo quiero cantar

- 1971: Un mundo lleno de amor

- 1972: Háblame suavemente

- 1972: El vals del padrino/Marea baja/Volumen 2

- 1973: Mi razón

- 1974: Cariñosamente de….

- 1975: El amar y el querer

- 1976: Para ti, tiernamente

- 1977: Juro por mi vida

- 1978: Cuando muere el amor

- 1979: Dancing & dancing

- 1980: Insoportablemente bella

- 1981: Amorosamente, boleros

- 1982: Mágico

- 1983: Amante mía

- 1984: Memorias

- 1985: Danzones

- 1986: Gracias amor, gracias

- 1988: Confesiones

- 2017: Songs of love

## Recopilaciones

### Con Los Impala
- 14 Grandes Éxitos (1990)
- Los Impala (1996)
- 40 Años 40 Éxitos (2006)

### Como solista
- Amorosamente boleros (1981)

- Lo Mejor de Rudy Márquez (1977)
- 20 Grandes Éxitos (1996)
- 20 Éxitos de Rudy Márquez. Colección 20/20 (1996)
- Boleros y Danzones (2000)
- Exclusivamente Éxitos (2004)
- Más Éxitos (2005)

## Canciones
- Cuando alguien te pregunte (1972).
- Quiero ser yo (1972).
- Meditemos primero (1972).
- Háblame suavemente (1972).
- Sé que algo vendrá (1972).
- Vals del Padrino (1972).
- Mi razón (1973).
- Joven corazón (1973).
- Sombras (1974).
- La noche de tu boda (1974).
- El amar y el querer (1975).
- No lo puedes negar (1975).
- Juro por mi vida (1977).
- Cuando muere el amor (1978).
- Quisiera morir contigo (1980).
- Insoportablemente bella (1980).
- Ven con el alma desnuda (1982).
- Acompáñame (1982).
- Tú Ana María (1983).
- Memorias (1983).